# Opius fraudatus
Opius fraudatus är en stekelart som beskrevs av Papp 1978. Opius fraudatus ingår i släktet Opius och familjen bracksteklar. Inga underarter finns listade i Catalogue of Life.